# Ngawang Gyaltshen
Ngawang Gyaltshen foi um Desi Druk do Reino do Butão, reinou de 1739 até 1744. Foi antecedido no trono por Khuwo Peljor, tendo-lhe seguido Sherab Wangchuck.